# Дубровино (Удмуртия)
Дубровино — деревня в Воткинском районе Удмуртской Республики России.

## География
Деревня находится в восточной части республики, в подзоне южной тайги, на левом берегу реки Лып, на расстоянии примерно 28 километров (по прямой) к северо-востоку от города Воткинска, административного центра района. Абсолютная высота — 103 метра над уровнем моря.

### Климат
Климат характеризуется как умеренно континентальный, с продолжительной холодной многоснежной зимой и коротким относительно жарким летом. Среднегодовая температура воздуха — 1,4 °С. Средняя температура воздуха самого тёплого месяца (июля) — 17,5 °C (абсолютный максимум — 34,3 °C); самого холодного (января) — −15 °C (абсолютный минимум — −43 °C). Вегетационный период длится 160 дней. Среднегодовое количество атмосферных осадков составляет 527 мм, из которых 376 мм выпадает в период с апреля по октябрь. Снежный покров держится в течение 172 дней.

### Часовой пояс
Деревня Дубровино, как и вся Удмуртская Республика, находится в часовой зоне МСК+1. Смещение применяемого времени относительно UTC составляет +4:00.

## Население
| 2010 | 2012 |
| ---- | ---- |
| 0    | ↗1   |